# Darukka
Darukka era una ciutat del nord de l'Imperi Hitita que estava en mans dels kashka al segle xiv aC.
El rei Subiluliuma I, des de la ciutat de Washaya a la terra de la muntanya Illuriya, va fer una campanya contra les tribus rebels dels kashka, i en una zona propera va incendiar una ciutat el nom de la qual és fragmentari a les fonts (Zina...) i després va continuar i va incendiar Ga...kilusa i aquesta ciutat de Darukka, cap als anys 1330 aC. Subiluliuma va seguir al territori destruint les ciutats ocupades pels kashka.